# Angie Kim
Pour les articles homonymes, voir Kim.
Angie Kim, née en 1969 à Séoul, est une romancière américaine, auteure de roman policier.

## Biographie
Angie Kim déménage de Séoul, en Corée du sud, à Baltimore. Elle fait des études à l'université Stanford et à la faculté de droit de Harvard.
En 2019, elle publie son premier roman, Miracle Creek, qui reçoit de bonnes critiques du Washington Postou du New York Times. Avec ce roman, elle est lauréate du Prix Edgar-Allan-Poe 2020 du meilleur premier roman.

## Œuvre

### Romans
- Miracle Creek (2019)
  - La Grange, Belfond (2021)
- Happiness Falls (2023)

## Prix et distinctions

### Prix
- Prix Edgar-Allan-Poe 2020 du meilleur premier roman pour Miracle Creek[3]
- Prix Thriller 2020 du meilleur premier roman pour Miracle Creek[4]

### Nominations
- Prix Lefty 2020 du meilleur premier roman pour Miracle Creek[5]
- Prix Anthony 2020 du meilleur premier roman pour Miracle Creek[6]
- Prix Macavity 2020 du meilleur premier roman pour Miracle Creek[7]
- Prix Macavity 2024 du meilleur roman pour Happiness Falls[7]